# Freiherren von Vaz

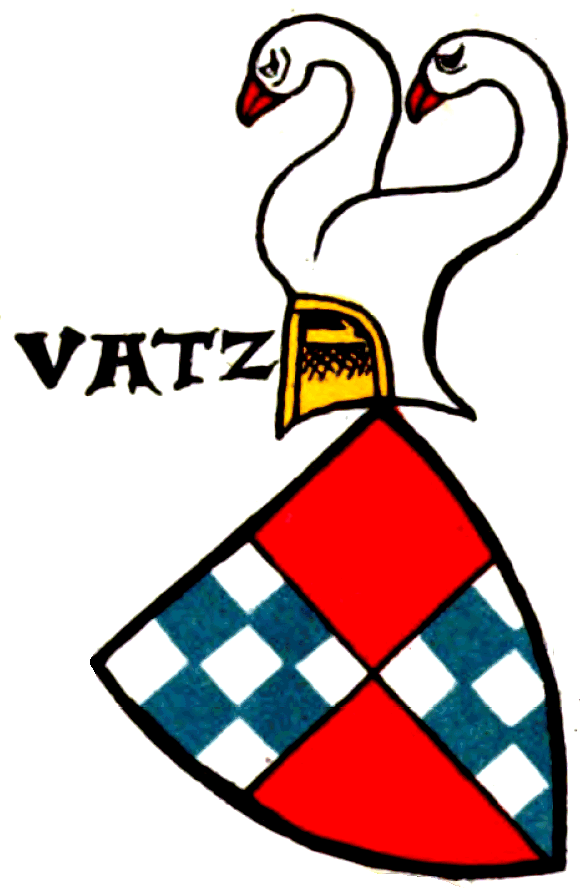
Wappen der Vaz (Vatz) in der Zürcher Wappenrolle (ca. 1340)

Die Freiherren von Vaz oder Vatz waren im Hochmittelalter eines der mächtigsten Adelsgeschlechter im Alpenraum. Urkundlich nachgewiesen sind sie ca. von 1135 bis 1338. Die heutige Gemeinde Vaz/Obervaz ist ein Teil ihres Nachlasses.
Der Hauptsitz derer von Vaz war die Burg Nivagl südlich von Zorten, später die Burg Belfort. Nivagl stammt aus dem 10. oder frühen 11. Jahrhundert und gehört somit zu den ältesten Burgenanlagen Oberrätiens.

## Familie

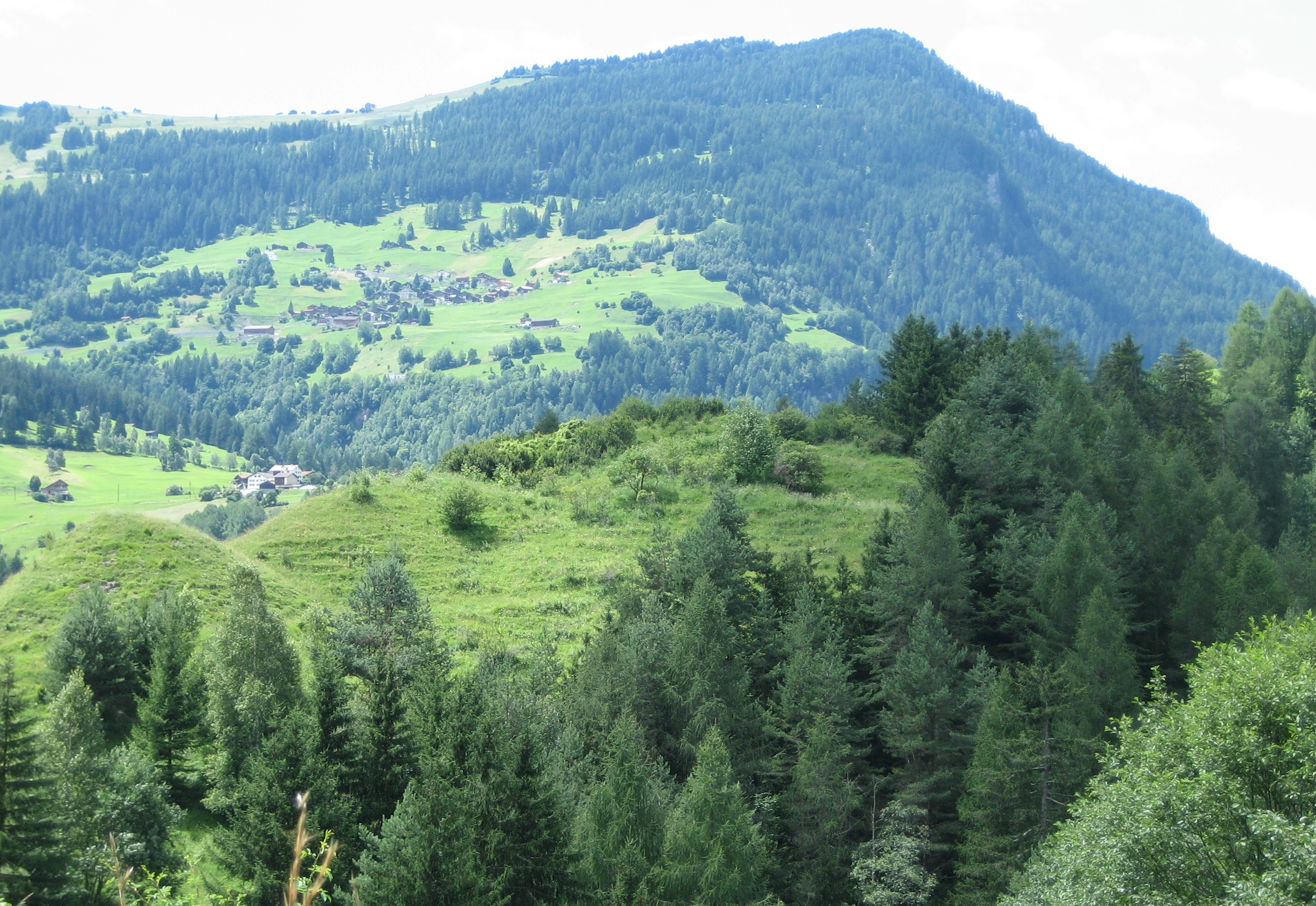
Hügel der Burg Nivagl

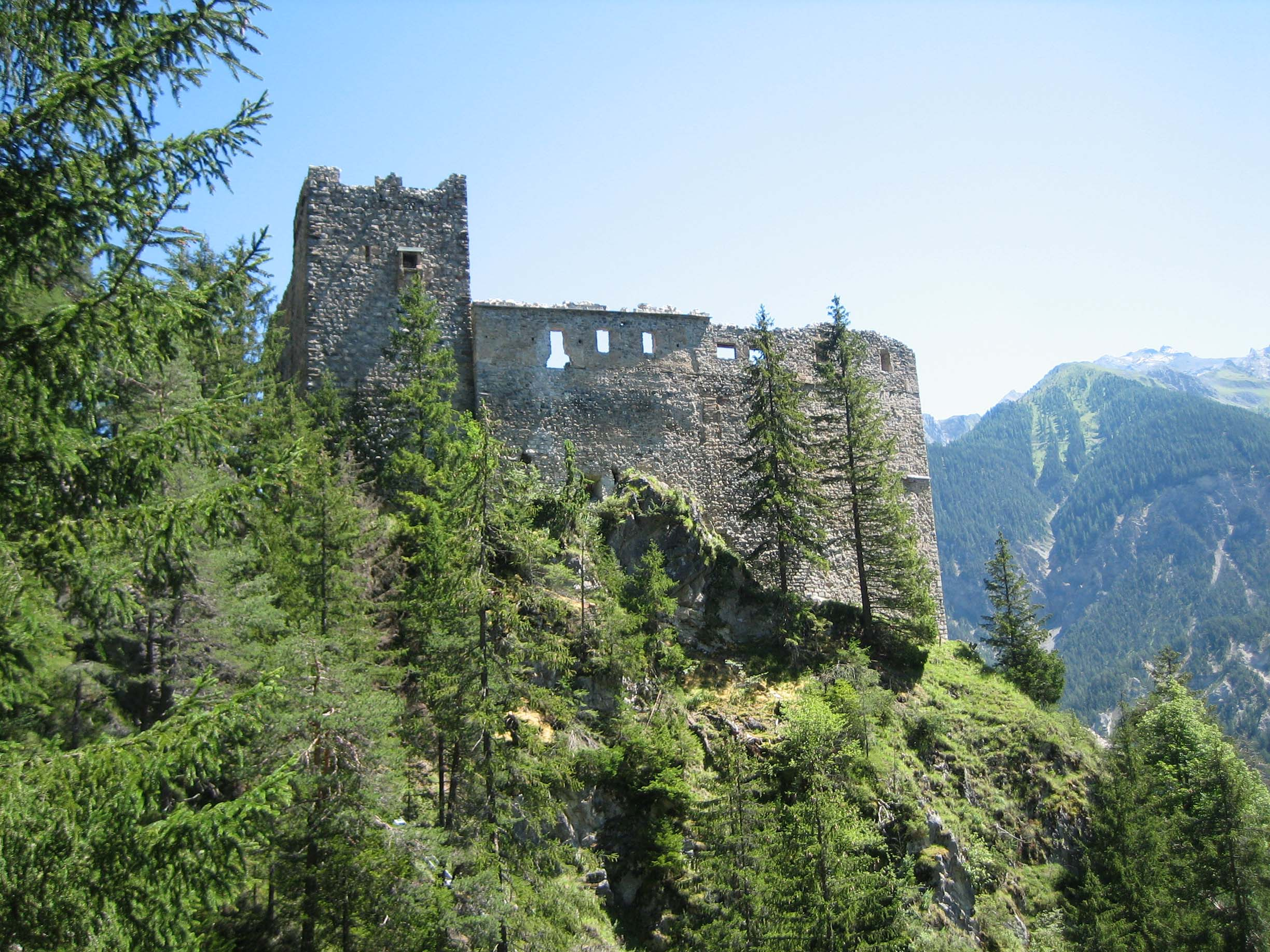
Ruine Belfort (östlich von Brienz/Brinzauls)

Der Herrschaftskern derer von Vaz ist schon im Churrätischen Reichsguturbar erfasst. Von Nivagl griff das Geschlecht im Laufe der Zeit auf grosse Teile Oberrätiens über und entwickelte sich dort neben dem Bistum Chur zur bedeutendsten politischen Macht. Die Freiherren von Vaz waren bis 1299 Pfandinhaber der Reichsvogtei über das Hochstift Chur, später der sogenannten Grafschaft Laax, eines Lehens des Reichs an Österreich. Ihre Rechte an umfangreichen Ländereien im Linzgau nördlich des Bodensees basierten mehrheitlich auf Eigentumsrechten an der Pfarrkirche Seefelden und wurden im 13. Jahrhundert abgestossen.
Die Freiherren von Vaz besassen in Graubünden Rechte an gut 25 Burgen; von Neu-Aspermont in der Bündner Herrschaft bis Jörgenberg in der Surselva, von Ortenstein im Süden des Domleschgs bis nach Splügen im Rheinwald.
Grablege der Vazer war das Prämonstratenserstift Churwalden, dessen Gründer ein Vazer gewesen sein könnte. Walter, 1135 als Schuldner der Gemeinde Plurs im Veltlin urkundlich festgehalten, war 1158 als Walter de Sevelt Vogt der Kirche Seefelden. Seine Söhne waren Walter und Rudolf, der mit Willibirg, Tochter des Grafen Manegold II. von Veringen verheiratet war und 1192 am Hof König Heinrichs VI. in Hagenau im Elsass nachgewiesen ist.

## Wichtigste Vertreter
- Walter I. von Vaz, urkundlich erwähnt von 1135 bis 1160; † vor 10. März 1169
- Walter II., Sohn von Walter I., erwähnt 1160
- Rudolf l. von Vaz, Sohn von Walter I., Vogt der Kirche Seefelden † vor 1200, verheiratet mit Gräfin Willibirg von Veringen
- Walther von Vatz († 18. Januar 1213) war Bischof von Gurk.
- Rudolf II. Sohn von Walter I., † vor 1227
- Walter III. von Vaz, † 26. November 1254; Sohn von Walter I., verheiratet mit Adelheid von Rapperswil
- Rudolf III., Sohn von Walter III., † 27. Juli 1262 als Rudolf IV. von Rapperswil, Graf von Rapperswil
- Walter lV. von Vaz, Sohn von Walter III. verheiratet mit Adelheid von Montfort; † vor 25. April 1255
- Walter V., Sohn von Walter IV., † 4. November 1284, verheiratet mit Liukarda von Kirchberg, † 24. Mai 1326
- Donat, Sohn von Walter V., † 23. April 1337/38 in Churwalden, verheiratet mit Guota von Ochsenstein
- Margarethe, Tochter von Walter V., verheiratet 1. mit Ulrich II. von Matsch, † 1309, 2. mit Ulrich von Aspermont, † 1333
- N, Tochter von Walter V., verheiratet mit Walter IV. von Eschenbach
- Kunigunde, Tochter des Donat, † 5./6. Februar 1364, verheiratet mit Friedrich V. von Toggenburg
- Ursula, Tochter des Donat, † 4. April 1367, verheiratet mit Rudolf IV., Graf von Werdenberg-Sargans, † 27. Dezember 1361; ermordet bei Chiavenna

## Weitere Angaben
Am 4. März 1213 wird beurkundet, dass Adelheid von Montfort den vom Gemahl Walter von Vaz als Morgengabe erhaltenen Teil ihrer Güter in Seefelden, Maurach und Tüfingen dem Kloster Salem übertragen und als Ersatz ein Gut in Obervaz und Abgaben aus der Alp Sanapans (Lenzerheide) und aus Davos erhalten habe.
Im Jahre 1275 erhielt Walter IV. vom Bischof von Chur einige Besitzungen im Domleschg als erbliche Lehen, unter anderem auch Tomils mit dem Schloss Ortenstein. Da sie bereits die Burgen Neu-Süns und Alt-Süns bei Paspels und die Burg Heinzenberg besassen, bekamen die Vazer im Domleschg eine überragende Stellung.
Donat von Vaz galt als Befreier und Volksheld Graubündens. Er war von 1295 bis 1298 Rechtsstudent an der Universität Bologna und wurde anschliessend Domherr in Chur. 1300, nach dem Tod seines Bruders Johannes, übernahm er die Herrschaft Vaz. Er lehnte sich politisch an Österreich an und pflegte Beziehungen zu Zürich. Für Wandmalereien in Kirchen erteilte er Aufträge an den Waltensburger Meister. Oft war er in heftige Kampfe gegen den Bischof von Chur verwickelt und wurde deshalb von der liberalen Geschichtsschreibung des 19. und 20. Jahrhunderts sowie in Erzählungen und Volksdramen als Demokrat und Befreier Graubündens gefeiert. Donats Erbe ging über an die Töchter Kunigunde und Ursula, an die Gräfinnen von Toggenburg bzw. von Werdenberg-Sargans. Die Burg Belfort von Lenzerheide wurde an Schwester Kunigunde vererbt und ging damit in den Besitz der Grafen von Toggenburg über.
Der Bischof von Chur, das Schams und Obervaz kauften 1456 das Erbe der Ursula von den verarmten Grafen von Werdenberg-Sargans für 3600 Gulden ab. Obervaz bezahlte für sein Gebiet 600 Gulden, ungefähr 11000 Franken. Im gleichen Jahre konnte sich Vaz/Obervaz loskaufen und wurde eine selbständige Gemeinde.